# Schefflera yunnanensis
Schefflera yunnanensis là một loài thực vật có hoa trong Họ Cuồng cuồng. Loài này được H.L.Li miêu tả khoa học đầu tiên năm 1942.